# Eriocaulon submersum
Eriocaulon submersum là một loài thực vật có hoa trong họ Eriocaulaceae. Loài này được Welw. ex Rendle mô tả khoa học đầu tiên năm 1899.